# Scherffelia
Scherffelia, rod zelenih algi, dio je porodice Chlorodendraceae. Sastoji se od osam priznatih vrsta,

## Vrste
1. Scherffelia angulata Pascher
2. Scherffelia bichlora (H.Ettl & O.Ettl) Massjuk & Lilitsk
3. Scherffelia cornuta Conrad
4. Scherffelia deformis Skuja
5. Scherffelia dubia (Perty) Pascher - tipična
6. Scherffelia incisa (Nygaard) Massjuk & Lilitsk
7. Scherffelia pelagica Skuja
8. Scherffelia phacus Pascher

### Sinonimi
- Scherffelia opisthostigma Skuja = Scherffelia dubia (Perty) Pascher
- Scherffelia ovata Pascher = Scherffelia dubia (Perty) Pascher